# Silicularia undulata
Silicularia undulata är en nässeldjursart som först beskrevs av Nicolaas `Claas' Mulder och Trebilcock 1914.  Silicularia undulata ingår i släktet Silicularia och familjen Campanulariidae. Inga underarter finns listade i Catalogue of Life.